# Seto no Hanayome
Seto no Hanayome (瀬戸の花嫁 lit. Mi novia es una sirena?) es una serie de manga escrita e ilustrada por Tahiko Kimura. El primer volumen se publicó en el 2002 en la revista mensual Monthly Gangan WING, publicado por Square Enix. En el 2004 se lanzó un CD drama por Fronteir Works. El 1 de abril de 2007 se estrenó por la cadena TV Tokyo un anime dirigido por Seiji Kishi. El anime fue licenciado en los Estados Unidos por Funimation Entertainment y distribuido con el nombre "My Bride Is A Mermaid!". En España por Arait Multimedia y transmitido en la cadena televisiva española TV3. En Filipinas fue transmitida por Hero y en Singapur por Okto. Disney +

## Argumento
Relata la historia de Nagasumi Michishio, un adolescente que durante sus vacaciones de verano va a la casa de su abuela en el mar de Seto junto con sus padres. Al ir a la playa, sufre un pequeño incidente y empieza a hundirse en el mar, cuando ya estaba por ahogarse en las profundidades, es rescatado por Sun Seto, una joven sirena. No obstante la familia de Seto pertenece a una mafia Yakuza de sirenas, y esta acción de rescate por la ley de las sirenas dará a escoger que Seto y Nagasumi contraigan matrimonio o que él y su familia sean asesinados para preservar el secreto de las sirenas, eligiendo sobrevivir y casarse inician así unas discrepancias con el muchacho, especialmente por el padre de Sun que quiere asesinarlo dado que se opone a la idea del matrimonio de su hija.

## Personajes

### Familia Michishio
Nagasumi Michishio (満潮 永澄?)
Seiyū: Takahiro Mizushima
El protagonista de la historia. Durante sus vacaciones iba a ahogarse en lo profundo del mar, pero Sun lo rescató. Él decidió enfrentar sus miedos y asumir la responsabilidad de cuidar a San como su esposa, aunque no es fácil debido a que el padre de ella se opone y por ello todo el clan (excepto Ren, y Masa). Aunque al principio él no ama a Sun, después del tiempo y el trabajo en equipo con ella, realmente se enamora de Sun. Sun a menudo utiliza su poder para cantar su canción del héroe a Nagasumi, para aumentar su fuerza en una batalla, pero en el caso de que Sun este directamente amenazada, es capaz de activar el poder por sí mismo.
Padre de Nagasumi (永澄の父 Nagasumi no Chichi?)
Seiyū: Atsushi Imaruoka
El padre de Nagasumi siempre se muestra como un "objeto de sufrimiento". Siempre que su esposa muestra su interés en Masa, él entra en un estado depresivo.  
Madre de Nagasumi (永澄の母 Nagasumi no Haha?)
Seiyū: Noriko Namiki
Tiene un interés por Masa, algo de lo que su marido no está orgulloso. Los eventos actuales en su vida han causado que el amor hacia su marido vaya desintegrándose.

### Familia Seto
San Seto (瀬戸 燦 San Seto?)
Seiyū: Haruko Momoi
Ella es una sirena que salva a Nagasumi de ahogarse, y se enamora de Nagasumi, a la primera vista. Es la hija de Gōzaburō Seto, jefe de un grupo yakuza que se encuentra en el interior del mar Seto. Ella tiene la cualidad de poder estar en la tierra solo si su aleta se seca completamente (debido a que no puede controlar su habilidad). Ella decide unirse con Nagasumi en matrimonio, lo que genera el disgusto de su padre. Ella siempre es positiva y honesta con Nagasumi. Es una firme creyente en el espíritu caballeresco de las sirenas, y se dedica a su papel como esposa de Nagasumi.
Gōzaburō Seto (瀬戸 豪三郎?)
Seiyū: Kenta Miyake
El jefe del grupo Seto. Sobreprotege a su hija y no soporta la idea de que ella se separe de él para casarse con alguien más, por eso odia a Nagasumi, tanto, que quiere asesinarlo. Por ello, tiene a todo su grupo dispuesto a no dejarlo en paz.
Ren Seto (瀬戸 蓮?)
Seiyū: Makiko Nabei
Madre de Sun. Le gusta animar a Sun y Nagasumi, y normalmente intenta impedir que se entrometa su marido en la relación de ambos. Le gusta también fastidiar a Nagasumi, y en pocas situaciones seducirlo. Ella se transfiere, con varios otros miembros del grupo Seto, a la escuela de Nagasumi, siendo la nueva enfermera de la escuela.

### Miembros del grupo Seto
Masa (政?)
Seiyū: Katsuki Murase, Shūichi Ikeda (joven)
Fue la persona que le robó su primer beso de Nagasumi. Se transfiere a la escuela de Sun, siendo profesor de matemáticas. Es atractivo, masculino y serio a los ojos de muchos personajes en la serie, por eso muchos se sienten atraídos por él a primera vista. Es la mano derecha de Gōzaburō; y después se sabe que es el hermano perdido de Akeno, un aprendiz de guerreros, cosa que no recordaba porque había perdido la memoria.
Maki (巻?)
Seiyū: Natsuko Kuwatani
Una concha espiral, es una asesina que trabaja para el grupo Seto, como guardaespaldas de Sun. Ella, como Gōzaburō, detesta la idea de que Sun esté con Nagasumi, y la distraerá a menudo con una charla dulce para disparar su arma a Nagasumi. Ella piensa que Nagasumi y Luna deben estar juntos, para que así, Sun se separe de él.  
Tiburón Fujishiro (シャーク藤代 Shāku Fujishiro?)
Seiyū: Takehito Koyasu
Inicialmente aparece para atacar a Nagasumi durante un festival. Es un tiburón que adopta forma humana y siempre intenta comerse a Nagasumi. Él también se transfiere a la escuela, siendo profesor de educación física.
Pulpo Nakajima (オクトパス中島 Okutopasu Nakajima?)
También se transfiere a la escuela. Es el encargado de dar los avisos del cambio de clase y cuando aparece, muchas veces se oyen diversos comentarios en la cafetería acerca de comer de nuevo pulpo.

### Otros personajes
Luna Edomae (江戸前 留奈 Edomae Runar?)
Seiyū: Sakura Nogawa
Amiga de la infancia y rival de Sun. Una sirena que usa sus poderes para ser una idol muy famosa. Al igual que Sun, no controla la transformación de pies a aleta, siendo descubierta por Nagasumi durante un día de lluvia. En vez de asesinarlo, decide volverlo su esclavo, pero luego se enamora de él, e intenta obligarlo a casarse con ella.
Kai Mikawa (三河 海?)
Seiyū: Daisuke Ono
Un chico multimillonario y amigo de la infancia de Sun. Sufre de agorafobia por un incidente que le sufrió en su niñez en el Sahara, y para salir a lugares abiertos usa un traje de astronauta. Al entrar en contacto con el agua se transforma en una orca. Está enamorado de Sun e intenta conquistarla y alejarla de Nagasumi. Suele ir vestido como un oficial de la armada japonesa y portar una katana.
Mawari Zenigata (銭形 巡?)
Seiyū: Rika Morinaga
Hija del jefe de policía de la ciudad y amiga de la infancia de Nagasumi, de quien está enamorada. Ella actúa como moderadora de conducta social, y a menudo reprime a Nagasumi y a otros estudiantes en algunas de sus acciones. El sueño de Mawari es hacerse jefe de policía como su padre. Es frecuentemente llamada O-Mawari-san por Sun que significa señor policía aprovechando el "O" y "san" como símbolos de respeto antiguos.
Hideyoshi Sarutobi (猿飛 秀吉?)
Seiyū: Masahito Yabe
De sobrenombre "Saru" (mono en japonés). Amigo de Nagasumi y suele comportarse como un mono pervertido, metiendo en problemas a Nagasumi. En ocasiones aparece como un viejo ermitaño. Es la mano derecha de Kai, y lo complace en todo lo que él desea.
Padre de Luna - Edomae (ルナパパ-江戸前 Runa Papa - Edomae?)
Seiyū: Tesshō Genda
Líder del grupo de Edomae. Normalmente viste un traje negro brillante. Por su actitud y forma de hablar, se asemeja mucho a "Terminator". Es un hombre que difícilmente expresa sus sentimientos.
A pesar de su apariencia fría e impasible, Edomae quiere a su hija Luna. Él hace todo lo que puede para que ella sea feliz, aunque ésta lo trate mal.
Akeno Shiranui (不知火 明乃 明星 Shiranui Akeno Myōjō?)
Seiyū: Eri Kitamura
Es una examinadora de sirenas; encargada de vigilar que los miembros de grupo Seto no revelen sus identidades de sirenas y en especial a Sun, la cual intenta separar de Michishio por órdenes de sus superiores.
Inchou (delegada)
Seiyū: Saori Gotō (CD Drama)
Es la delegada de la clase, y siempre se le ve tratando de calmar a Mawari cuando se enoja. Ella usa gafas redondas y no se le ven los ojos, y recoge su cabello en dos colas. Ella está enamorada de Nagasumi en secreto. Cuando se suelta el cabello y se quita las gafas muestra que es verdaderamente bella por lo que nadie la reconoce cuando cambia su apariencia, sin embargo, debido a que en una ocasión declaró sentimientos amorosos hacia Sun por un malentendido, a causa de esto sufre un "trastorno" por la vergüenza y se transforma en "la última amazona", por ello se asegura a sí misma que nunca en su vida se quitará las gafas. Jamás se ha revelado su nombre y ninguno de sus compañeros lo sabe, todos solo le dicen Inchou.

## Adaptaciones

### Manga
El manga de Seto no Hanayome se empezó a publicar desde el año 2002 en la revista japonesa  Monthly Gangan WING, publicado por Square Enix. El primer tankobon fue publicado el 27 de febrero de 2003. Hasta marzo de 2008, el manga lleva 14 volúmenes, aunque aún no ha finalizado. Sin embargo desde la emisión del último tomo el autor tuvo un percance por enfermedad y se retiró de la obra, sin embargo, ya está recuperado y a partir de abril del 2009 la obra seguirá regularmente, pero en una nueva revista perteneciente a Square Enix: la Monthly GanGan JOKER. Actualmente (2016) la serie se encuentra finalizada con los últimos dos tomos publicados en Japón en febrero de 2011, cerrando así una serie de 16 volúmenes.
| Volumen | ISBN                   | Fecha de publicación en Japón |
| ------- | ---------------------- | ----------------------------- |
| 01      | ISBN 4-7575-0880-8     | 27 de febrero de 2003         |
| 02      | ISBN 4-7575-0986-3     | 26 de julio de 2003           |
| 03      | ISBN 4-7575-1073-X     | 27 de noviembre de 2003       |
| 04      | ISBN 4-7575-1189-2     | 27 de abril de 2004           |
| 05      | ISBN 4-7575-1257-0     | 27 de agosto de 2004          |
| 06      | ISBN 4-7575-1341-0     | 27 de diciembre de 2004       |
| 07      | ISBN 4-7575-1417-4     | 27 de abril de 2005           |
| 08      | ISBN 4-7575-1532-4     | 27 de septiembre de 2005      |
| 09      | ISBN 4-7575-1648-7     | 27 de marzo de 2006           |
| 10      | ISBN 4-7575-1730-0     | 27 de julio de 2006           |
| 11      | ISBN 4-7575-1818-8     | 27 de noviembre de 2006       |
| 12      | ISBN 4-7575-1976-1     | 27 de marzo de 2007           |
| 13      | ISBN 4-7575-2058-1     | 27 de julio de 2007           |
| 14      | ISBN 978-4-7575-2247-3 | 27 de marzo de 2008           |
| 15      | ISBN 978-4-7575-3141-3 | 22 de febrero de 2011         |
| 16      | ISBN 978-4-7575-3142-0 | 22 de febrero de 2011         |

### Anime
Realizado por los estudios GONZO-AIC y dirigido por Seiji Kishi, fue estrenado por TV Tokyo el 1 de abril de 2007, finalizando el 30 de septiembre de ese mismo año con un total de 26 episodios.

#### Música
Opening
- Título: Romantic Summer

Interpretado por: Sun & Lunar (Momoi Haruko & Nogawa Sakura)
Endings
- Título: Asu e no Hikari (明日への光?)

Interpretado por: Asuka Hinoi
Episodios: 1-13, 26
- Título: Dan Dan Dan

Interpretado por: Sun & Lunar (Momoi Haruko & Nogawa Sakura)
Episodios: 14-25
Banda sonora
- "Seto no Hanayome Original Soundtrack"

Compuesta por: Takanashi Yasuharu

### OVA
Actualmente se han estrenado 2 ovas, La primera ova titulada Jin se estrenó 
el 28 de noviembre del 2008, y la segunda ova titulada Gi, se estrenó  30 de enero de 2009.

## Recepción
El sitio web CBR ha considerado que el anime está inspirado en la historia de La Sirenita de Disney, también menciona que Seto no Hanayome parodia elementos de Dragon Ball, introduciendo a escondidas elementos o personajes de este en episodios de la serie.